# Paweł Misiuna
Paweł Misiuna (ur. 15 stycznia 1928 w Tajkurach, zm. 8 stycznia 2021) – polski chirurg i wykładowca akademicki.

## Życiorys
Urodził się 15 stycznia 1928 r. w Tajkurach na Wołyniu. Po rzezi wołyńskiej rodzina dla bezpieczeństwa przeniosła się do pobliskiego Zdołbunowa, a wobec nadchodzącego frontu uciekli do Lwowa, by potem wrócić do Zdołbunowa. Po wojnie w ramach repatriacji osiadł w nowych granicach Polski. Maturę uzyskał w Chełmie, a studia lekarskie ukończył w 1954 r. na Wydziale Lekarskim Uniwersytetu Marii Curie-Skłodowskiej w Lublinie. Jeszcze jako student IV roku rozpoczął pracę w II Klinice Chirurgii Ogólnej jako zastępca asystenta. Po studiach zawodowo związany z Samodzielnym Publicznym Szpitalem Klinicznym Nr 1 w Lublinie. W 1962 roku uzyskał II stopień specjalizacji z chirurgii ogólnej, rok później otrzymał stopień doktora (pod kierunkiem Feliksa Skubiszewskiego), a w 1969 r. przyznano mu stopień doktora habilitowanego. W 1982 r. otrzymał tytuł profesora nadzwyczajnego, a w 1990 r. profesora zwyczajnego. Jego badania dotyczyły patologii i leczenia chorób przełyku.
W latach 1970–1980 kierował Kliniką Chirurgii Naczyń Instytutu Chirurgii Akademii Medycznej w Lublinie, którą zorganizował od podstaw jako jedyną tego typu jednostkę we wschodniej Polsce, a w 1980 r. został kierownikiem II Kliniki Chirurgii Ogólnej, którą kierował do przejścia na emeryturę w 1998 r.
Autor ponad 200 publikacji oryginalnych, promotor 17 rozpraw doktorskich i opiekunem rozpraw habilitacyjnych, wśród jego wychowanków są prof. Grzegorz Wallner i prof. Wojciech Polkowski. Był twórcą programu stypendialnego dla młodych chirurgów pochodzenia polskiego z Ukrainy, Białorusi i Litwy i założycielem Fundacji Wspierania Chirurgii im. Feliksa Skubiszewskiego, która realizowała ten program.
Członek m.in. Towarzystwa Chirurgów Polskich (w latach 1991–1993 jako prezes), Polskiego Towarzystwa Gastroenterologicznego, Polskiego Towarzystwa Chirurgii Onkologicznej (od 2009 r. członek honorowy), Międzynarodowego Towarzystwa Chirurgicznego (ISS), Międzynarodowego Towarzystwa Chorób Przełyku (ISDE), Międzynarodowego Klubu Gastrologiczno-Chirurgicznego (IGSC), Japan-Poland Society for Exchange in Surgery.
Zmarł 8 stycznia 2021 r.